# Listă de conducători de stat din 1095
1091 - 1092 - 1093 - 1094 - 1095 - 1096 - 1097 - 1098 - 1099
Aceasta este o listă a conducătorilor de stat din anul 1095:

## Europa
- Almoravizii: Iusuf ibn Tașfin (emir din dinastia Almoravizilor, 1061-1106)
- Anglia: William al II-lea Rufus (rege din dinastia Normandă, 1087-1100)
- Anjou: Foulques al IV-lea (conte, 1067-1129)
- Apulia și Calabria: Roger I Borsa (duce din dinastia normandă de Hauteville, 1085-1111)
- Aquitania: Guillaume al IX-lea (duce, 1086-1127; ulterior, conte de Toulouse, 1098-1100, 1114-1119)
- Aragon: Petru I (rege, 1094-1104; totodată, rege al Navarrei, 1094-1104)
- Armenia, statul Siunik: Ioan-Sennecherim (rege din dinastia Bagratizilor, cca. 1091-cca. 1105)
- Austria: Leopold al II-lea (margraf din dinastia Babenberg, 1075-1095) și Leopold al III-lea cel Sfânt (margraf din dinastia Babenberg, 1095-1136)
- Bavaria: Welf I (duce din dinastia Welfilor, 1070-1101)
- Bizanț: Alexios I (împărat din dinastia Comnenilor, 1081-1118)
- Brabant: Henric al III-lea (conte, 1079-1095) și Godefroi I cel Bărbos (conte, 1095-1140; ulterior, duce în Lorena Inferioară, 1106-1128)
- Brandenburg: Lothar Udo al III-lea (margraf, 1087-1106)
- Bretagne: Alain al IV-lea Fergent (duce, 1084-1112)
- Burgundia: Eudes I (duce din dinastia Capețiană, 1078-1102)
- Capua: Richard al II-lea (principe din dinastia normandă Drengot, 1091-1106) și Lando al IV-lea (principe, 1092-1098)
- Castilia: Alfonso al VI-lea (rege, 1072-1109; anterior, rege al Leonului, 1065-1070, 1072-1109)
- Cehia: Bretislav al II-lea (cneaz din dinastia Premysl, 1092-1100)
- Champagne: Hugues (conte din casa de Blois-Champagne, cca. 1093-1125)
- Croația: Almos (rege din dinastia Arpadiană, 1091-1095)
- Danemarca: Oluf I Hunger (rege din dinastia Estridsson, 1086-1095) și Erik I Ejegod (rege din dinastia Estridsson, 1095-1103)
- Flandra: Robert al II-lea de Ierusalim (conte din dinastia lui Balduin, 1093-1111)
- Franța: Filip I (rege din dinastia Capețiană, 1060-1108)
- Gaeta: Landulf (duce, 1091-1103)
- Germania: Henric al IV-lea (rege din dinastia de Franconia-Saliană, 1056-1105; anterior, duce de Bavaria, 1055-1061; ulterior, împărat occidental, 1084-1105)
- Gruzia: David al III-lea (sau al II-lea sau al IV-lea) Constructorul (rege din dinastia Bagratizilor, 1089-1125)
- Gruzia, statul Kakhetia: Kvirike al IV-lea (rege din dinastia Bagratizilor, 1084-1102)
- Hainaut: Balduin al II-lea (conte din casa de Flandra, cca. 1076-1098)
- Imperiul occidental: Henric al IV-lea (1084-1105; anterior, duce de Bavaria, 1055-1061; totodată, rege al Germaniei, 1056-1105)
- Istria: Engelbert I (margraf din casa de Sponheim, 1090-1096) și Burchard (margraf din casa de Sponheim, 1093-1101)
- Kiev: Sveatopolk al II-lea Iziaslavici (mare cneaz din dinastia Rurikizilor, 1093-1113)
- Leon: Alfonso al VI-lea (rege, 1065-1070, 1072-1109; totodată, rege al Castiliei, 1072-1109)
- Lorena Inferioară: Godefroi al IV-lea de Bouillon (duce din casa de Lorena-Ardennes, 1087/1089-1100; ulterior, apărător al Sfântului Mormânt, 1099-1100)
- Lorena Superioară: Thierry al II-lea cel Viteaz (duce din casa Lorena-Alsacia, 1070-1115)
- Luxemburg: Henric I (conte, înainte de 1089-1095 sau 1096)
- Montferrat: Guglielmo al II-lea (margraf din casa lui Aleramo, 1084-cca. 1100)
- Muntenegru, statul Zeta: Constantin Bodin (rege, 1081-cca. 1101)
- Navarra: Petru I (rege, 1094-1104; totodată, rege al Aragonului, 1094-1104)
- Neapole: Sergius al VI-lea (sau al VII-lea) (duce, 1090-1107)
- Normandia: Robert al II-lea Courteheuse (duce, 1087-1106)
- Norvegia: Magnus al III-lea Bareleg (rege, 1093-1103)
- Olanda: Floris al II-lea (conte, 1091-1122)
- Polonia: Vladislav I Herman (cneaz din dinastia Piasti, 1079-1102)
- Portugalia: Henrique (conte din dinastia de Burgundia, 1095-1114)
- Savoia: Humbert al II-lea cel Puternic (conte, 1080-1103)
- Saxonia: Magnus (duce din dinastia Billungilor, 1072-1106)
- Saxonia: Henric I de Ellenburg (margraf din dinastia de Wettin, 1089-1103)
- Scoția: Donald Bane (rege, 1093-1094, 1094-1097)
- Serbia: Vukan (mare jupan din dinastia lui Tihomilj, înainte de 1091-cca. 1113)
- Sicilia: Roger I (conte din dinastia de Hauteville, 1062-1101)
- Spoleto: Guarnier al II-lea (duce din familia Guarnieri, 1093-1119; totodată, margraf de Ancona)
- Statul papal: Clement al III-lea (antipapă, 1084-1100) și Urban al III-lea (papă, 1088-1099)
- Toscana: Matilda (margrafină din casa de Canossa, 1052-1115; ulterior, ducesă de Spoleto, 1057-1082, 1086-1093) și Welf (regent din dinastia Welfilor, 1089-1095; ulterior, duce de Bavaria, 1101-1120)
- Toulouse: Raimond al IV-lea de Saint-Gilles (conte, 1088/1093-1105; ulterior, conte de Tripoli, 1102-1105)
- Ungaria: Ladislau I cel Sfânt (rege din dinastia Arpadiană, 1077-1095) și Coloman (rege din dinastia Arpadiană, 1095-1116)
- Veneția: Vitale Falier (doge, 1084-1096)
- Verona: Henric al IV-lea (margraf din casa de Eppenstein, 1090-1122; totodată, duce de Carintia, 1090-1122) și Milo (margraf titular din casa de Baden, cca. 1095)

## Africa
- Almoravizii: Iusuf ibn Tașfin (emir din dinastia Almoravizilor, 1061-1106)
- Fatimizii: al-Mustali bi-llah (Abu'l-Kasim Ahmad ibn al-Mustansir) (calif din dinastia Fatimizilor, 1094-1101)
- Hammadizii: al-Mansur ibn an-Nasr (emir din dinastia Hammadizilor, 1089-1105)
- Kanem-Bornu: Humai (Ume) (sultan, cca. 1085-cca. 1097)
- Zirizii: Abu Tahir Tamim ibn Muizz (emir din dinastia Zirizilor, 1062-1108)

## Asia

### Orientul Apropiat
- Armenia Mică: Ruben I (principe din dinastia Rubenizilor, 1080-1095) și Constantin I (principe din dinastia Rubenizilor, 1095-1099)
- Bizanț: Alexios I (împărat din dinastia Comnenilor, 1081-1118)
- Califatul abbasid: Abu'l-Abbas Ahmad al-Mustazhir ibn al-Muktadi (calif din dinastia Abbasizilor, 1094-1118)
- Fatimizii: al-Mustali bi-llah (Abu'l-Kasim Ahmad ibn al-Mustansir) (calif din dinastia Fatimizilor, 1094-1101)
- Ghaznavizii: Zahir ad-Daula Ibrahim ibn Masud (I) (sultan din dinastia Ghaznavizilor, 1059-1099)
- Ghurizii: Kutb ad-Din Hassan ibn Muhammad (sultan din dinastia Ghurizilor, ?-1100) (?)
- Selgiucizii: Nasr ad-Din Mahmud I ibn Malik-Șah (mare sultan din dinastia Selgiucizilor, 1092-1095) și Rukn ad-Din Abu'l-Muzaffar Barkyaruk ibn Malik-Șah (mare sultan din dinastia Selgiucizilor, 1095-1104)
- Selgiucizii din Kerman: Muhi'l-Din Imad ad-Daula Turan Șah I ibn Kavurd (sultan din dinastia Selgiucizilor, 1085-1097)
- Selgiucizii din Konya: Kilic Arslan I ibn Suleiman (sultan din dinastia Selgiucizilor, 1092-1107)
- Selgiucizii din Siria: Tadj ad-Daula Abu Said Tutuș ibn Alp Arslan (sultan din dinastia Selgiucizilor, 1078-1095), Riduan ibn Tutuș (sultan din dinastia Selgiucizilor, 1095-1113) și Șams al-muluk Dukak ibn Tutuș (sultan din dinastia Selgiucizilor, 1095-1104)

### Orientul Îndepărtat
- Birmania, statul Arakan: Minthan (rege din prima dinastie de Pyina, 1092-1100)
- Birmania, statul Pagan: Kyanzittha (rege din dinastia Constructorilor de Temple, 1084-1112)
- Cambodgea, Imperiul Kambujadesa (Angkor): Jayavarman al VI-lea (împărat din dinastia Mahidharapura, 1085-1107)
- Cambodgea, statul Tjampa: Jaya Indravarman al II-lea (rege din cea de a noua dinastie, 1080-1081, 1086-1114/1120)
- China: Zhezong (împărat din dinastia Song de nord, 1086-1100)
- China, Imperiul Qidan Liao: Daozong (împărat, 1055-1101)
- China, Imperiul Xia de vest: Chongzong (împărat, 1086-1139)
- Coreea, statul Koryo: Honjong (Wang Ukn) (rege din dinastia Wang, 1095)
- Ghaznavizii: Zahir ad-Daula Ibrahim ibn Masud (I) (sultan din dinastia Ghaznavizilor, 1059-1099)
- Ghurizii: Kutb ad-Din Hassan ibn Muhammad (sultan din dinastia Ghurizilor, ?-1100) (?)
- India, statul Chalukya apuseană: Vikramaditya al VI-lea (rege, 1076-1127)
- India, statul Chola: Rajendra al III-lea Kulottunga Chola I (rege, 1071-1122 sau 1127)
- India, statul Hoysala: Vinayaditya al II-lea (rege, 1047-1098) și Ereyanga (rege, 1063/1098-1100)
- Japonia: Horikaua (împărat, 1086-1107)
- Kashmir: Harșa (rege din prima dinastie Lohara, 1090-1102)
- Nepal: Harșadeva (rege din dinastia Thakuri, 1082/1085-1098)
- Sri Lanka: Vijayabahu I (Kitti) (Șrisanghabodhi) (rege din dinastia Silakala, 1058/1059-1114)
- Vietnam, statul Dai Co Viet: Ly Nhan-tong (rege din dinastia Ly târzie, 1072-1127)

## America
- Toltecii: Huemac (conducător, 1047-1122)